# عبد العزيز الجنوبي
عبد العزيز الجنوبي، من مواليد 25 أكتوبر 1976، لاعب كرة قدم سعودي.
و قد بدأ مسيرته الكروية مع نادي النصر السعودي واشتهر في مركزي الوسط الايسر والظهير الايسر.
وقد حقق مع النصر عدة بطولات وهي:الدوري السعودي1995,بطولة الخليج للاندية عامي 1996
و 1997,كأس الأمير فيصل بن فهد-(الاتحاد السعودي سابقا)- موسم1997-1998,كأس الكؤوس الآسيوية عام 1998,كأس السوبر الآسيوية في موسم1998-1999.بالاضاف إلى مشاركته في كأس العالم للاندية عام 2000.
لعب بعد النصر لأندية سدوس والحمادة
و قد لعب مع منتخب السعودية لكرة القدم في كأس العالم لكرة القدم 1998,كأس العرب للمنتخبات 2002,كأس الخليج 2003 وكأس آسيا 2004.
وقد اختير كأفضل لاعب في بطولة كاس العرب التي احرزها المنتخب السعودي.

## روابط خارجية
- عبد العزيز الجنوبي على موقع الاتحاد الدولي (مؤرشف)  (الإنجليزية)
- عبد العزيز الجنوبي على موقع ناشيونال فوتبول تيمز (الإنجليزية)